# Nattai River
Der Nattai River ist ein Fluss im Osten des australischen Bundesstaates New South Wales. 

## Verlauf
Er entspringt im äußersten Süden des Nattai-Nationalparks, nördlich von Colo Vale an den Osthängen des Mount Jelore. Von dort fließt der Nattai River nach Norden, wo er in den Lake Burragorang und damit in den Wollondilly River mündet.
Der Fluss verläuft im unbesiedelten Nationalpark. Kurz vor seiner Mündung in den Lake Burragorang überquert ihn eine Straße, mit der der Stausee aus östlicher Richtung von Picton her erschlossen ist. Über dem Nattai-Arm des Stausees liegt die Kleinstadt Nattai mit etlichen Aussichtspunkten über den See. Andere Straßen und Siedlungen gibt es am Nattai River nicht.

### Nebenflüsse
Die wichtigsten Nebenflüsse des Nattai River sind der Allum River und der Little River.